# Novial
Novial ist ein naturalistisches, aposteriorisches Plansprachenprojekt, das von dem dänischen Linguisten Otto Jespersen im Jahr 1928 vorgestellt wurde. 
Nach dem Tod Jespersens 1943 geriet das Projekt in Vergessenheit; es wurde vor allem wegen seines prominenten Sprachgründers beachtet. 

## Geschichte
Otto Jespersen gehörte 1907 zu einer Kommission, die eine der bestehenden Plansprachen erwählen sollte, dann aber Ido veröffentlichte. Mit Novial stellte er 1928 ein Projekt vor, womit die – seiner Meinung nach – zu laxen Regeln des Esperanto und zu strikten Regeln des Ido vermieden werden sollten. Es war ein Schritt in Richtung der so genannten naturalistischen Projekte. Im Kontakt mit Edgar von Wahl veränderte Jespersen sein Projekt immer weiter im Sinne naturalistischer Ideen. 
„In der Praxis spielte Novial keine Rolle“, so Detlev Blanke. Von 1929 bis 1938 gab es eine Zeitschrift, „Mondo“, später „Novialiste“. Blanke sieht die Bedeutung des Novial in der genauen linguistischen Begründung des Projektes durch seinen Autor.
Durch das Internet hat Novial eine gewisse Renaissance erfahren; so existiert eine Version der Wikipedia auf Novial. Das Plansprachenprojekt Lingwa de Planeta hat explizit Ideen von Novial aufgegriffen und weiterentwickelt.

## Wortschatz
Der Wortschatz von Novial basiert auf romanischem und germanischem Vokabular. Insgesamt gibt es einige Ähnlichkeiten mit Esperanto. So werden Suffixe verwendet, um Adjektive von Substantiven abzuleiten und umgekehrt. Novial wird phonemisch notiert. Im Vergleich zu Esperanto ist Novial aber weniger schematisch strukturiert, so wird zum Beispiel darauf verzichtet, Substantive mit stets dem gleichen Vokal zu kennzeichnen. Novial ist eine isolierende Sprache: Substantive und Verben werden nicht dekliniert beziehungsweise konjugiert. Zeiten werden wahlweise durch Suffixe oder Präpositionen angezeigt. Beispiel: me did parla (= me parlad) – Ich sprach.

## Grammatik

### Artikel
Novial kennt nur „li“ als bestimmten Artikel, welcher unveränderlich ist.
Einen unbestimmten Artikel gibt es in Novial nicht.

### Substantive
Die Substantive enden in der Grundform auf -e und sind geschlechtsneutral. Durch das Anfügen von -o wird das Substantiv männlich und durch das Anfügen von -a weiblich.
Beispiel: fratre = Bruder oder Schwester, fratro = Bruder, fratra = Schwester
Der Plural in Novial wird durch das Anfügen von -s an den Stamm des Substantivs gebildet.
Beispiel: li fratras = die Schwestern.

### Die Fälle
Der Nominativ entspricht der Grundform.
Der Genitiv wird entweder durch Voranstellen der Präposition „de“ oder durch Anhängen der Endung -n an den Stamm gebildet.
Beispiele: li tragedies de Shakespiere (die Tragödien von Shakespeare), men patron kontore (das Büro meines Vaters).
Der Dativ wird mit der Präposition „a“ gebildet.
Beispiel: Lo donad a me li libre. (Er gab mir das Buch.)
Der Akkusativ entspricht dem Nominativ, kann aber in Zweifelsfällen durch Anhängen der Endung -m ausgedrückt werden.

### Personalpronomen
| Person                              | Deutsch (Nominativ) | Deutsch (Akkusativ) | Novial |
| ----------------------------------- | ------------------- | ------------------- | ------ |
| Erste Singular                      | ich                 | mich                | me     |
| Zweite Singular                     | du                  | dich                | vu     |
| Dritte Singular (männlich)          | er                  | ihn                 | lo     |
| Dritte Singular (weiblich)          | sie                 | sie                 | la     |
| Dritte Singular (männlich/weiblich) | er/sie              | ihn/sie             | le     |
| Dritte Singular (Neutrum)           | es                  | es                  | lu     |
| Unpersönlich                        | man                 | einen               | on     |
| Erste Plural                        | wir                 | uns                 | nus    |
| Zweite Plural                       | ihr                 | euch                | vus    |
| Dritte Plural (männlich)            | sie                 | sie                 | los    |
| Dritte Plural (weiblich)            | sie                 | sie                 | las    |
| Dritte Plural (männlich/weiblich)   | sie                 | sie                 | les    |
| Dritte Plural (Neutrum)             | sie                 | sie                 | lus    |

### Adjektive und Adverbien
Die Adjektive sind durch ein -i am Ende gekennzeichnet, das -i kann jedoch auch weggelassen werden.
In Novial sind Adjektive unveränderlich. Sie werden weder nach Geschlechtern unterschieden noch gibt es Pluralformen.
Beispiel: Bon jorne! (Guten Tag!) Li oldi hause (Das alte Haus). Li hause es oldi (Das Haus ist alt).
Adverbien werden durch Anhängen von -m an die i-Form des Adjektivs gebildet und sind immer unveränderlich.
Beispiel: Li fema kanta bonim (Die Frau singt gut).

### Das Verbalsystem
Die Grundform der Verben im Novial wird für Gegenwart, Infinitiv und Imperativ benutzt. Die Verben werden grundsätzlich nicht nach Personen, Geschlecht oder Numerus konjugiert.
Die einfache Vergangenheit wird durch Anhängen von -d an die Grundform oder durch Voranstellen von „did“ gebildet.
Beispiel: Me prendad oder Me did prenda (Ich nahm).
Die einfache Zukunft (Futur I) wird durch Voranstellen von sal vor die Grundform gebildet.
Beispiel: Vu sal prenda (Du wirst nehmen).
Novial kennt ein aktives Partizip und ein passives Partizip. Das aktive Partizip wird durch Anfügen von -nt (wenn der Stamm auf -e oder -a endet) oder auf -ent (wenn der Stamm auf -u oder -i endet) gebildet.
Beispiele: brulant (brennend), ruptent (brechend)
Das passive Partizip wird Anfügen von -t an den Stamm gebildet.
Beispiele: brulat (verbrannt), ruptet (gebrochen)

## Beispiel: „Li Hunde del Familie Baskerville“
|           | Novial | deutsche Übersetzung |
| --------- | --- | --- |
| Watson:   | Bon jorne, doktoro Mortimer.                                                                                 | Guten Tag, Doktor Mortimer. |
| Mortimer: | Bon jorne. Ob vu es sinioro Sherlock Holmes?                                                                 | Guten Tag. Sind Sie Mr. Sherlock Holmes? |
| Holmes:   | No, lo es men amike, doktoro Watson.                                                                         | Nein, er ist mein Freund, Doktor Watson. |
| Mortimer: | Plesure ke me renkontra vu, doktoro. Me sava vun nome. Sinioro Holmes, vu tre multim interesa me.            | Angenehm Sie kennenzulernen, Doktor. Ich kenne Ihren Namen. Mr. Holmes, ich interessiere mich sehr für Sie.                                                    |
| Holmes:   | Me observa fro vun fingre ke vu fuma. Bonvoli sida e fuma. Pro quu vu visita nus disdi?                      | Ich erkenne an Ihrem Finger, dass Sie rauchen. Bitte setzen Sie sich und rauchen Sie. Warum besuchen Sie uns heute?                                            |
| Mortimer: | Me have seriosi e exterordinari probleme. Me realisa ke vu es li duesmi autoritate in Europa…                | Ich habe ein ernstes und außergewöhnliches Problem. Mir wurde klar, dass Sie die zweite Autorität in Europa sind.                                              |
| Holmes:   | Ya, sinioro! Que es unesmi?                                                                                  | Tatsächlich? Wer kommt zuerst? |
| Mortimer: | Li laboros de Monsieur Bertillon sembla bon a siential home.                                                 | Die Arbeiten von Monsieur Bertillon erscheinen gut für wissenschaftliche Menschen.                                                                             |
| Holmes:   | Dunke, pro quu vu non konsulta lo?                                                                           | Also, warum konsultieren Sie dann nicht ihn? |
| Mortimer: | Los sembla bon a siential home, ma me prefera konsulta vu in praktikal koses. Me espera ke me non ofense vu. | Sie erscheinen gut für wissenschaftliche Menschen, aber ich würde Sie lieber in praktischen Belangen konsultieren. Ich hoffe, dass ich Sie damit nicht kränke. |
| Holmes:   | Nur pokim. Rakonta a nus li nature de vun probleme.                                                          | Nur ein wenig. Erzählen Sie uns von der Natur Ihres Problems.                                                                                                  |